# دریهر
دریهر (انگلیسی: Dreher) شرکت آبجوسازی مجارستانی است، که در سال ۱۸۵۴ تأسیس شد.